# Phantasy Quartet
Phantasy Quartet, Op. 2, es el nombre que se le da a una composición de música de cámara de Benjamin Britten, un cuarteto para oboe y trío de cuerdas compuesto en 1932. En el catálogo del compositor, aparece como Phantasy (Fantasía), con el subtítulo: Quartetto in un movimento per oboe, violino, viola , violoncello. Se presentó por primera vez en agosto de 1933 en una retransmisión de la BBC.

## Historia
Britten compuso el Phantasy Quartet a los 18 años cuando era estudiante en el Royal College of Music, después de su primera obra asignada con un número de Opus, la Sinfonietta para orquesta de cámara. Se lo dedicó al oboísta Léon Goossens, que la estrenó en una retransmisión de la BBC el 6 de agosto de 1933, con miembros del International String Quartet. Los mismos profesores la estrenaron en Londres el 21 de noviembre de ese año. El 5 de abril de 1934, se presentó en Florencia para la Sociedad Internacional de Música Contemporánea, consiguiendo ser la primera obra en ganar el reconocimiento internacional del compositor.

## Música
La música tiene la forma de una fantasía del siglo XVI, en forma en arco con elementos de la forma sonata. Como en el Cuarteto para oboe y cuerdas de Mozart, el oboe tiene una función solista. La duración aproximada es de 15 minutos.
Se la ha definido "perfectamente realizada". La música surge del silencio y al final vuelve a él, en simetría. El primer tema es una marcha, marcada como molto pianissimo, con el violonchelo comenzando en el diapasón de un violonchelo con sordina, seguido por la viola, el violín y finalmente, el oboe. Más tarde, el tema también se convierte en la fuente de temas de una sección rápida, similar a la sección de desarrollo de la forma sonata. En la sección central lenta, las cuerdas por sí solas introducen un tema al que se une el oboe. Le sigue, en simetría, una recapitulación de la sección rápida y luego, la marcha. El musicólogo Eric Roseberry resume: "Si la sección lenta pastoral se hace eco del folklore relajado de lo inglés, que Britten aún no había rechazado por completo, la Phantasy, en su conjunto, genera una tensión y una dureza armónica que son presagios de una perspectiva menos complaciente".

## Grabaciones
Una grabación del oboísta François Leleux con Lisa Batiashvili, Lawrence Power y Sebastian Klinger combina el cuarteto con el cuarteto de oboe de Mozart y otra música de cámara de los dos compositores.